# Perkáta
Perkáta é uma vila da Hungria, situada no condado de Fejér. Tem 74,52 km² de área e sua população em 2019 foi estimada em 3.923 habitantes.